# Emirato di Sharja
Sharja (in arabo الشارقة‎?, aš-Šāriqa) o anche Sharjah, è uno dei sette emirati che compongono gli Emirati Arabi Uniti, compreso tra Umm al-Qaywayn e Dubai. La capitale dell'emirato è l'omonima città di Sharja che conta circa 519 000 abitanti (stima del 2003).

## Geografia
L'emirato si estende per circa sedici chilometri sulla costa del Golfo Persico e per più di ottanta chilometri nell'entroterra. 
Fanno parte del territorio anche tre exclave affacciate sul golfo dell'Oman: Kalbā, Dibbā al-Ḥiṣn e Khawr Fakkān.
La popolazione è stimata in 639 298 abitanti. La lingua ufficiale è l'arabo.

## Suddivisione amministrativa
L'Emirato di Sharjah è suddiviso in 9 municipalità:
- Sharjah
- Al Hamriyah
- Al Bataeh
- Al Madam
- Mleiha
- Dhaid
- Kalba
- Khor Fakkan
- Dibba Al-Hisn

## Storia
Fondata attorno al 3000 a.C., Sharja è una delle città più antiche degli Emirati Arabi Uniti. Come gran parte degli Emirati, basò storicamente la propria sussistenza economia sul commercio e sulla pesca (in particolare delle perle).
L'Impero persiano dei Sasanidi dominò la zona sino alla conquista arabo-islamica del 636 d.C.
Successivamente il territorio fece parte del regno di Hormuz durante il periodo medievale, subì un protettorato portoghese ed ebbe tra il XVIII e il XIX secolo una parentesi di guerre e scontri con l'Impero britannico.
Nei primi anni del XVIII secolo il clan degli Āl Qāsimī (sovrano anche dell'emirato di Raʾs al-Khayma) vi si stabilì, dichiarandone l'indipendenza nel 1727.
Dopo una stagione di tumulti, l'8 gennaio 1820 lo sceicco Sulṭān I firmò il trattato generale marittimo con la Gran Bretagna, accettandone il protettorato per difendersi dalle mire espansionistiche dell'Impero ottomano.
Così come quattro suoi vicini, Ajman, Dubai, Raʾs al-Khayma, e Umm al-Qaywayn, per la sua posizione sulla rotta dell'India ne favorì la prosperità commerciale.
Il 2 dicembre 1971, dopo la partenza dei britannici dal golfo Persico, si unì agli altri Emirati dando così vita alla federazione degli Emirati Arabi Uniti.
Sharja è la capitale culturale dello Stato, differenziata dagli altri emirati per una spiccata vocazione artistica che la impegna nella divulgazione culturale e musicale.

## Elenco degli emiri
| Regno                            | Nome                               | Note                                                   |
| -------------------------------- | ---------------------------------- | ------------------------------------------------------ |
| 1727 - 1777                      | Majid bin Hamad al-Qasimi          |                                                        |
| 1777 - 1803                      | Saqr I bin Rashid al-Qasimi        |                                                        |
| 1803 - 1840                      | Sultan I bin Saqr al-Qasimi        | Prima volta                                            |
| 1840                             | Saqr bin Sultan al-Qasimi          |                                                        |
| 1840 - 1866                      | Sultan I bin Saqr al-Qasimi        | Seconda volta                                          |
| 1866 - 14 aprile 1868            | Khalid I bin Sultan al-Qasimi      |                                                        |
| 14 aprile 1868 - Marzo 1883      | Salim bin Sultan al-Qasimi         | Dal 1869 con suo fratello Ibrahim                      |
| 1869 - 1871                      | Ibrahim bin Sultan al-Qasimi       | Dal 1869 con suo fratello Salim                        |
| Marzo 1883 - 1914                | Saqr II bin Khalid al-Qasimi       |                                                        |
| 3 aprile 1914 - 21 novembre 1924 | Khalid II bin Ahmad al-Qasimi      |                                                        |
| 21 novembre 1924 - 23 marzo 1951 | Sultan II bin Saqr al-Qasimi       |                                                        |
| 23 marzo 1951 - 21 maggio 1951   | Muhammad bin Saqr al-Qasimi        | Reggente dal 1949                                      |
| 21 maggio 1951 - 24 giugno 1965  | Saqr III bin Sultan al-Qasimi      | Spodestato dai britannici con un golpe                 |
| 24 giugno 1965 - 24 gennaio 1972 | Khalid III bin Muhammad al-Qasimi  | Assassinato durante il contro-golpe di Saqr III        |
| 24 - 25 gennaio 1972             | Saqr III bin Sultan al-Qasimi      | Seconda volta                                          |
| 25 gennaio 1972 - 1972           | Saqr bin Sultan al-Qasimi          | Ad interim dopo l'omicidio del predecessore            |
| 1972 - 17 giugno 1987            | Sultan III bin Muhammad al-Qasimi  | Prima volta                                            |
| 17 - 23 giugno 1987              | Abd al-Aziz bin Muhammad al-Qasimi | Fratello minore di Sultan III, tenta un colpo di Stato |
| dal 23 giugno 1987               | Sultan III bin Muhammad al-Qasimi  | Seconda volta                                          |